# Bauma
Bauma is een plaats en gemeente in het Zwitserse kanton Zürich, en maakt deel uit van het district Pfäffikon.
Bauma telt 4191 inwoners.

## Geschiedenis
Op 1 januari 2015 werd de gemeente Sternenberg opgeheven en werd de plaats opgenomen in de gemeente Bauma.